# Championnat de Nouvelle-Calédonie de football 2009
Navigation
Édition précédente Édition suivante
La saison 2009 du Championnat de Nouvelle-Calédonie de football est la quatorzième édition du championnat de première division en Nouvelle-Calédonie. Cette saison sert de transition entre la saison précédente, jouée selon un calendrier d’octobre à mai et la suivante, qui se joue selon un calendrier annuel (de février à décembre). Par conséquent, seuls les clubs de Grande Terre prennent part à la compétition. Les huit équipes sont regroupées au sein d’une poule unique et s’affrontent à deux reprises. Les deux derniers du classement final sont reléguées et remplacées par les deux meilleurs clubs de Promotion d’Honneur, la deuxième division néo-calédonienne.
C'est l'AS Magenta, tenant du titre, qui remporte à nouveau la compétition cette saison après avoir terminé en tête du classement final, avec trois points d'avance sur Hienghène Sports et sept sur l’AS Mont-Dore. C'est le sixième titre de champion de Nouvelle-Calédonie de l'histoire du club.

## Compétition

### Classement
Le classement est établi sur le barème de points suivant : victoire à 4 points, match nul à 2, défaite à 1.
| Rang | Équipe               | Pts | J  | G | N | P  | Bp | Bc | Diff |
| ---- | -------------------- | --- | -- | - | - | -- | -- | -- | ---- |
| 1    | AS MagentaT          | 43  | 14 | 9 | 2 | 3  | 44 | 19 | +25  |
| 2    | Hienghène Sports     | 40  | 14 | 8 | 2 | 4  | 41 | 26 | +15  |
| 3    | AS Mont-Dore         | 36  | 14 | 5 | 7 | 2  | 29 | 24 | +5   |
| 4    | AS Lössi             | 34  | 14 | 6 | 2 | 6  | 35 | 32 | +3   |
| 5    | Gaïtcha FCNP         | 33  | 14 | 5 | 4 | 5  | 23 | 30 | -7   |
| 6    | Mouli Sport          | 31  | 14 | 5 | 2 | 7  | 34 | 24 | +10  |
| 7    | AS Thio Sport        | 31  | 14 | 5 | 2 | 7  | 26 | 32 | -6   |
| 8    | Racing de PoindimiéP | 21  | 14 | 2 | 1 | 11 | 19 | 64 | -45  |

|  | Qualification pour la Ligue des champions de l'OFC 2010-2011 |
|  | Relégation directe en Promotion d’Honneur                    |
|  | T : Tenant du titre P : Club promu en Super Ligue            |

## Bilan de la saison
| Championnat de Nouvelle-Calédonie de football 2009 |                       |
| Champion                                           | AS Magenta (6e titre) |
| Qualifications continentales                       |                       |
| Ligue des champions de l'OFC 2010-2011             | AS Magenta            |
| Promotions et relégations                          |                       |
| Promus en Super Ligue                              | AS Kunié              |
| Promus en Super Ligue                              | JS Baco               |
| Relégués en Promotion d'Honneur                    | AS Thio Sport         |
| Relégués en Promotion d'Honneur                    | Racing de Poindimié   |